# Collegio di Warrington North
Warrington North è un collegio elettorale situato nel Cheshire, nel Nord Ovest dell'Inghilterra, e rappresentato alla Camera dei comuni del Parlamento del Regno Unito. Elegge un membro del parlamento con il sistema first-past-the-post, ossia maggioritario a turno unico; l'attuale parlamentare è Charlotte Nichols del Partito Laburista, che rappresenta il collegio dal 2019.

## Estensione
- 1983–1997: i ward del Borough di Warrington di Bewsey, Burtonwood, Croft,  Culcheth and Glazebury, Fairfield, Howley, Hulme, Longford, Orford, Poulton-with-Fearnhead North, Poulton-with-Fearnhead South, Rixton and Woolston, Whitecross e Winwick.
- 1997–2010: i ward del Borough di Warrington di Bewsey, Burtonwood, Culcheth, Glazebury and Croft, Fairfield, Hulme, Locking Stumps, Gorse Covert and Risley, Oakwood, Orford, Poplars, Poulton North, Poulton South, Rixton and Woolston e Winwick.
- dal 2010: i ward del Borough di Warrington di Birchwood, Burtonwood and Winwick, Culcheth, Glazebury and Croft, Fairfield and Howley, Orford, Poplars and Hulme, Poulton North, Poulton South, Rixton and Woolston e Westbrook.

Il collegio è uno dei due che comprendono l'autorità unitaria di Warrington, nel Cheshire, e l'altro è Warrington South. Warrington North copre la parte settentrionale e orientale della città, cioè Birchwood, Orford, Padgate e Woolston; comprende anche i villaggi di Burtonwood, Culcheth e Winwick.

## Membri del parlamento
| Elezione | Elezione          | Deputato   | Partito   |
| -------- | ----------------- | ---------- | --------- |
|          | 1983              | Doug Hoyle | Laburista |
| 1997     | Helen Jones       |            | Laburista |
| 2019     | Charlotte Nichols |            | Laburista |

## Elezioni

### Elezioni negli anni 2020
| Partito                    | Partito                                | Candidato                  | Risultati 4 luglio 2024 | Risultati 4 luglio 2024 |
| Partito                    | Partito                                | Candidato                  | Voti                    | %                       |
| -------------------------- | -------------------------------------- | -------------------------- | ----------------------- | ----------------------- |
|                            | Laburista                              | Charlotte Nichols          | 18 730                  | 46,78                   |
|                            | Reform UK                              | Trevor Nicholls            | 9 540                   | 23,83                   |
|                            | Conservatore                           | Yasmin Al-Atroshi          | 6 486                   | 16,20                   |
|                            | Lib Dem                                | David Crowther             | 2 737                   | 6,84                    |
|                            | Verdi                                  | Hannah Spencer             | 1 889                   | 4,72                    |
|                            | Indipendente                           | Maddison Wheeldon          | 659                     | 1,65                    |
|                            |                                        |                            |                         |                         |
| Iscritti                   | Iscritti                               | Iscritti                   | 70 601                  | 100,00                  |
| ↳ Votanti (% su iscritti)  | ↳ Votanti (% su iscritti)              | ↳ Votanti (% su iscritti)  | 40 041                  | 56,71                   |
| ↳ Astenuti (% su iscritti) | ↳ Astenuti (% su iscritti)             | ↳ Astenuti (% su iscritti) | 30 560                  | 43,29                   |
|                            |                                        |                            |                         |                         |
|                            | Esito: collegio confermato a Laburista |                            |                         |                         |

### Elezioni negli anni 2010
| Partito                    | Partito                                | Candidato                  | Risultati 12 dicembre 2019 | Risultati 12 dicembre 2019 |
| Partito                    | Partito                                | Candidato                  | Voti                       | %                          |
| -------------------------- | -------------------------------------- | -------------------------- | -------------------------- | -------------------------- |
|                            | Laburista                              | Charlotte Nichols          | 20 611                     | 44,17                      |
|                            | Conservatore                           | Wendy Maisey               | 19 102                     | 40,93                      |
|                            | Lib Dem                                | David Crowther             | 3 071                      | 6,58                       |
|                            | Brexit                                 | Elizabeth Babade           | 2 626                      | 5,63                       |
|                            | Verdi                                  | Lyndsay McAteer            | 1 257                      | 2,69                       |
|                            |                                        |                            |                            |                            |
| Iscritti                   | Iscritti                               | Iscritti                   | 72 235                     | 100,00                     |
| ↳ Votanti (% su iscritti)  | ↳ Votanti (% su iscritti)              | ↳ Votanti (% su iscritti)  | 46 667                     | 64,60                      |
| ↳ Astenuti (% su iscritti) | ↳ Astenuti (% su iscritti)             | ↳ Astenuti (% su iscritti) | 25 568                     | 35,40                      |
|                            |                                        |                            |                            |                            |
|                            | Esito: collegio confermato a Laburista |                            |                            |                            |

| Partito                    | Partito                                | Candidato                  | Risultati 8 giugno 2017 | Risultati 8 giugno 2017 |
| Partito                    | Partito                                | Candidato                  | Voti                    | %                       |
| -------------------------- | -------------------------------------- | -------------------------- | ----------------------- | ----------------------- |
|                            | Laburista                              | Helen Jones                | 27 356                  | 56,38                   |
|                            | Conservatore                           | Val Allen                  | 17 774                  | 36,63                   |
|                            | UKIP                                   | James Ashington            | 1 561                   | 3,22                    |
|                            | Lib Dem                                | Stefan Krizanac            | 1 207                   | 2,49                    |
|                            | Verdi                                  | Lyndsay McAteer            | 619                     | 1,28                    |
|                            |                                        |                            |                         |                         |
| Iscritti                   | Iscritti                               | Iscritti                   | 71 983                  | 100,00                  |
| ↳ Votanti (% su iscritti)  | ↳ Votanti (% su iscritti)              | ↳ Votanti (% su iscritti)  | 48 517                  | 67,40                   |
| ↳ Astenuti (% su iscritti) | ↳ Astenuti (% su iscritti)             | ↳ Astenuti (% su iscritti) | 23 466                  | 32,60                   |
|                            |                                        |                            |                         |                         |
|                            | Esito: collegio confermato a Laburista |                            |                         |                         |

| Partito                    | Partito                                | Candidato                  | Risultati 7 maggio 2015 | Risultati 7 maggio 2015 |
| Partito                    | Partito                                | Candidato                  | Voti                    | %                       |
| -------------------------- | -------------------------------------- | -------------------------- | ----------------------- | ----------------------- |
|                            | Laburista                              | Helen Jones                | 21 720                  | 47,82                   |
|                            | Conservatore                           | Richard Short              | 12 797                  | 28,18                   |
|                            | UKIP                                   | Trevor Nicholls            | 7 757                   | 17,08                   |
|                            | Lib Dem                                | Stefan Krizanac            | 1 881                   | 4,14                    |
|                            | Verdi                                  | Sarah Hayes                | 1 264                   | 2,78                    |
|                            |                                        |                            |                         |                         |
| Iscritti                   | Iscritti                               | Iscritti                   | 72 670                  | 100,00                  |
| ↳ Votanti (% su iscritti)  | ↳ Votanti (% su iscritti)              | ↳ Votanti (% su iscritti)  | 45 419                  | 62,50                   |
| ↳ Astenuti (% su iscritti) | ↳ Astenuti (% su iscritti)             | ↳ Astenuti (% su iscritti) | 27 251                  | 37,50                   |
|                            |                                        |                            |                         |                         |
|                            | Esito: collegio confermato a Laburista |                            |                         |                         |

| Partito                    | Partito                                | Candidato                  | Risultati 6 maggio 2010 | Risultati 6 maggio 2010 |
| Partito                    | Partito                                | Candidato                  | Voti                    | %                       |
| -------------------------- | -------------------------------------- | -------------------------- | ----------------------- | ----------------------- |
|                            | Laburista                              | Helen Jones                | 20 135                  | 45,54                   |
|                            | Conservatore                           | Paul Campbell              | 13 364                  | 30,23                   |
|                            | Lib Dem                                | Dave Eccles                | 9 196                   | 20,80                   |
|                            | Indipendente                           | Albert Scott               | 1 516                   | 3,43                    |
|                            |                                        |                            |                         |                         |
| Iscritti                   | Iscritti                               | Iscritti                   | 71 654                  | 100,00                  |
| ↳ Votanti (% su iscritti)  | ↳ Votanti (% su iscritti)              | ↳ Votanti (% su iscritti)  | 44 211                  | 61,70                   |
| ↳ Astenuti (% su iscritti) | ↳ Astenuti (% su iscritti)             | ↳ Astenuti (% su iscritti) | 27 443                  | 38,30                   |
|                            |                                        |                            |                         |                         |
|                            | Esito: collegio confermato a Laburista |                            |                         |                         |

### Elezioni negli anni 2000
| Partito                    | Partito                                | Candidato                  | Risultati 5 maggio 2005 | Risultati 5 maggio 2005 |
| Partito                    | Partito                                | Candidato                  | Voti                    | %                       |
| -------------------------- | -------------------------------------- | -------------------------- | ----------------------- | ----------------------- |
|                            | Laburista                              | Helen Jones                | 21 632                  | 53,52                   |
|                            | Conservatore                           | Andrew Ferryman            | 9 428                   | 23,33                   |
|                            | Lib Dem                                | Peter Walker               | 7 699                   | 19,05                   |
|                            | UKIP                                   | John Kirkham               | 1 086                   | 2,69                    |
|                            | Community Action                       | Mike Hughes                | 573                     | 1,42                    |
|                            |                                        |                            |                         |                         |
| Iscritti                   | Iscritti                               | Iscritti                   | 73 353                  | 100,00                  |
| ↳ Votanti (% su iscritti)  | ↳ Votanti (% su iscritti)              | ↳ Votanti (% su iscritti)  | 40 418                  | 55,10                   |
| ↳ Astenuti (% su iscritti) | ↳ Astenuti (% su iscritti)             | ↳ Astenuti (% su iscritti) | 32 935                  | 44,90                   |
|                            |                                        |                            |                         |                         |
|                            | Esito: collegio confermato a Laburista |                            |                         |                         |

| Partito                    | Partito                                | Candidato                  | Risultati 7 giugno 2001 | Risultati 7 giugno 2001 |
| Partito                    | Partito                                | Candidato                  | Voti                    | %                       |
| -------------------------- | -------------------------------------- | -------------------------- | ----------------------- | ----------------------- |
|                            | Laburista                              | Helen Jones                | 24 026                  | 61,75                   |
|                            | Conservatore                           | James Usher                | 8 870                   | 22,80                   |
|                            | Lib Dem                                | Roy Smith                  | 5 232                   | 13,45                   |
|                            | UKIP                                   | John Kirkham               | 782                     | 2,01                    |
|                            |                                        |                            |                         |                         |
| Iscritti                   | Iscritti                               | Iscritti                   | 72 458                  | 100,00                  |
| ↳ Votanti (% su iscritti)  | ↳ Votanti (% su iscritti)              | ↳ Votanti (% su iscritti)  | 38 910                  | 53,70                   |
| ↳ Astenuti (% su iscritti) | ↳ Astenuti (% su iscritti)             | ↳ Astenuti (% su iscritti) | 33 548                  | 46,30                   |
|                            |                                        |                            |                         |                         |
|                            | Esito: collegio confermato a Laburista |                            |                         |                         |

## Risultati dei referendum

### Referendum sulla permanenza del Regno Unito nell'Unione europea del 2016
|             | Collegio         | Lasciare UE % | Rimanere in UE % |
| ----------- | ---------------- | ------------- | ---------------- |
|             | Warrington North | 58,6%         | 41,4%            |
| Inghilterra | 53,3%            | 46,7%         |                  |
| Regno Unito | 51,9%            | 48,1%         |                  |